# Emelie Forsberg
Emelie Forsberg (Sollefteå, Suècia, 11 de desembre de 1986) és una atleta sueca especialitzada en curses d'altitud i curses de muntanya. És la campiona de la Copa del Món de curses de muntanya 2014. Va créixer a Härnösand, Suècia, però des del 2011 viu a Tromsø, Noruega. Va fer la seva primera cursa de muntanya el 2010. Començà a competir com a esportista d'elit internacional el 2012 i ràpidament va aconseguir l'èxit. Ha guanyat diversos Campionats del Món de curses d'altitud de llarga distància. És parella del també corredor de muntanya Kilian Jornet.

## Palmarès
- 1a Dolomites Skyrace 2012, 2013
- VM-Guld Skyrunner World Series
- 1a Zegama-Aizkorri Maraton 42 km, 2013
- 1a Ice Trail Tarentaise 65 km, 2013
- 1a Transvulcania 80 km, 2013
- 1a Trans d'Havet 2013, 2014
- 1a Matterhorn Ultraks 46 km, 2013
- 2a Diagonale des Fous 161 km, 2013
- EM-Guld Skyrunning 2013
- EM-Guld Ultra Skyrunning 2013
- EM 2a i Vertikal kilometer
- VM-Guld Ultra SkyMarathon 80 km, 2014
- 1a Transvulcania 73,3 km, 2015